# Phaenolobus amurensis
Phaenolobus amurensis là một loài tò vò trong họ Ichneumonidae.